# محمودالحق لیتون
محمودالحق لیتون (بنگالی: মাহমুদুল হক লিটন؛ زادهٔ ۱۳ دسامبر ۱۹۶۴) بازیکن سابق و مربی فوتبال اهل بنگلادش است.

وی همچنین در تیم‌های ملی فوتبال زیر ۲۰ سال بنگلادش و بنگلادش بازی کرده است.
وی در مسابقات کشوری و بین‌المللی در مجموع برندهٔ ۱ مدال نقره شده است.